# 杰弗里·戈登
杰弗里·伊万·戈登（英語：Jeffrey Ivan Gordon，1947年—），美国微生物学家，圣路易斯华盛顿大学教授。戈登是人类寄生微生物，尤其是肠道寄生物跨学科研究的先驱。他为定义人类寄生微生物的遗传和代谢基础，以及它们对人类健康与疾病的影响作出了重要贡献。进一步的工作包括对N-豆蔻酰化一种蛋白质翻译后修饰过程的研究。

## 学术贡献
他和他的团队发现，肠道细菌培养物超重者与正常重量相比的差异，无论是在人类和小鼠中都如此。超重的微生物培养能更好地从食物中产生能量。此外，肥胖老鼠的细菌培养物能吸收更多的脂肪。

## 奖项和荣誉
2004年戈登入选美国国家科学院，2013年获羅伯·柯霍獎。